# La Ruche

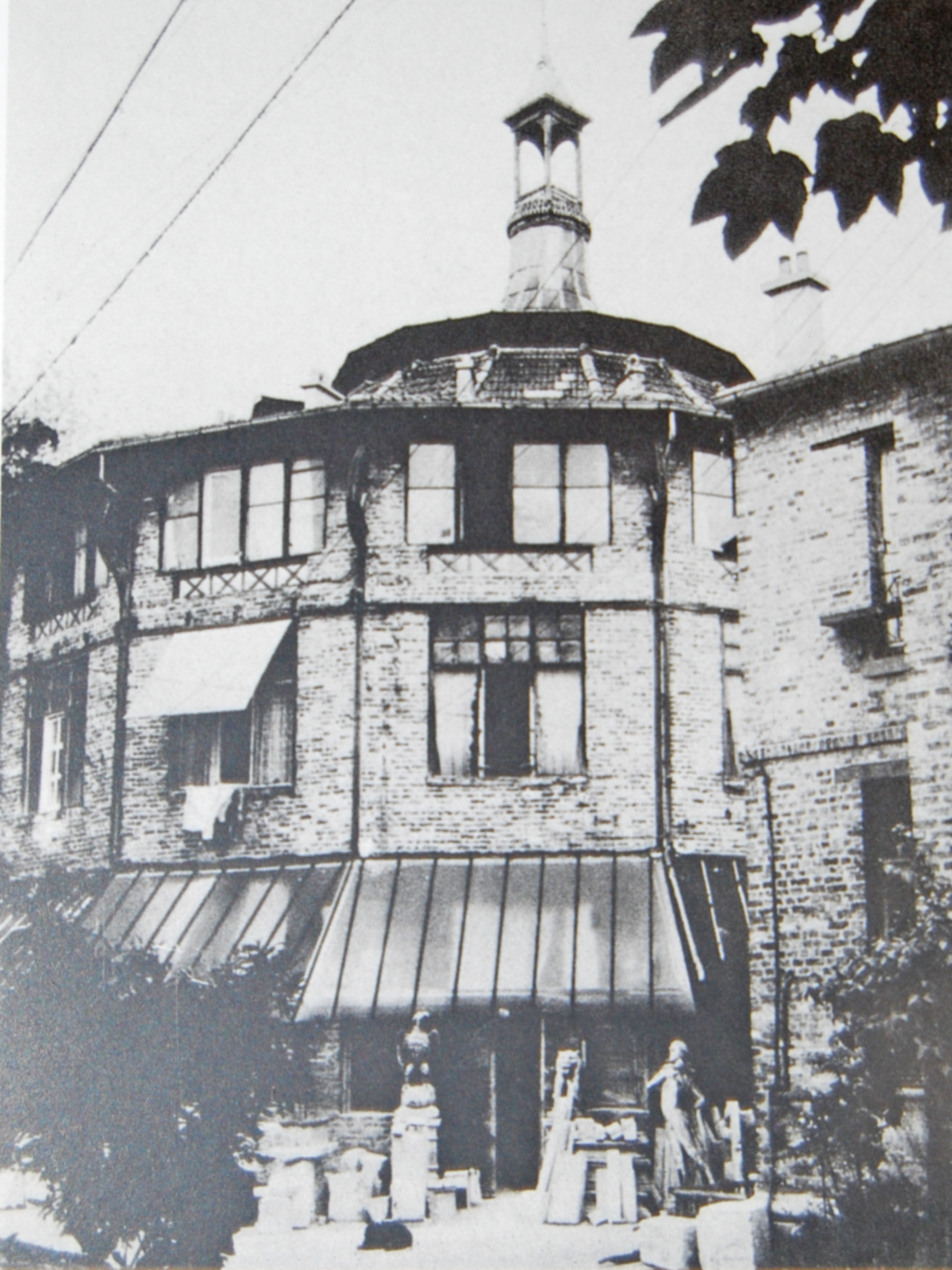
La Ruche, c.1918

La Ruche (literalmente a colmeia) era uma residência de artistas em Montparnasse, Paris.
"La Ruche" foi fundada em 1902 pelo escultor de Nogent-sur-Seine Alfred Boucher (1850-1934), utilizando itens recuperados da Exposição Mundial de 1900. Foi criada para ajudar jovens artistas sem recursos, alguns dos quais se tornariam artistas de renome como Modigliani, Brancusi, Léger ou Chagall.